# Borovy
Borovy település Csehországban, a Dél-plzeňi járásban. Borovy Lužany, Nezdice, Švihov, Vřeskovice és Červené Poříčí településekkel határos. Lakosainak száma 227 fő (2024. január 1.).

## Népesség
A település lakosságának változását az alábbi diagram mutatja:
| Lakosok száma | 304  | 367  | 345  | 360  | 264  | 235  | 227  | 234  | 225  | 227  |
|               | 1869 | 1890 | 1921 | 1950 | 1980 | 2001 | 2017 | 2019 | 2022 | 2024 |